# Lee Ki-soon
Lee Ki-soon, född den 15 augusti 1966, är en sydkoreansk handbollsspelare.
Hon tog OS-guld i damernas turnering i samband med de olympiska handbollstävlingarna 1988 i Seoul.